# Muraltia minuta
Muraltia minuta är en jungfrulinsväxtart som beskrevs av Margaret Rutherford Bryan Levyns. Muraltia minuta ingår i släktet Muraltia och familjen jungfrulinsväxter. Inga underarter finns listade i Catalogue of Life.